# 乔治·S·鲍特韦尔
乔治·休厄尔·鲍特韦尔（George Sewall Boutwell，1818年1月28日—1905年2月27日），美国政治家，美国民主党和美国共和党成员，曾任马萨诸塞州州长（1851年－1853年）、美国众议院议员（1863年－1869年）、美国总统尤利塞斯·S·格兰特政府财政部长（1869年－1873年）和美国参议院议员（1873年－1877年）。
鲍特韦尔生于于马萨诸塞州布鲁克莱恩，在家中的农场长大，曾先后在雪莉和格罗顿做过教师、职员和店主。鲍特韦尔以美国民主党成员和马丁·范布伦支持者的身份进入政治领域。1841年，鲍特韦尔被任命为格罗顿邮政局长。1842年至1844年和1847年至1850年间，鲍特韦尔担任马萨诸塞州众议院议员，其间，三次（1844年、1846年和1848年）竞选美国众议院议员未果。1851年，鲍特韦尔当选马萨诸塞州州长。1854年，鲍特韦尔协助建立美国共和党。
1861年，鲍特韦尔参加了在华盛顿举行的计划阻止美国南北战争的和平会议。1862年，鲍特韦尔成为美国共和党成员并在美国战争部特别军事法庭任职。同年，总统亚伯拉罕·林肯任命鲍特韦尔为美国国内收入局局长。1863年至1869年间，鲍特韦尔任美国众议院议员。1868年，鲍特韦尔以国会议员身份担任总统安德鲁·约翰逊弹劾案的特别公诉人之一。
1869年，鲍特韦尔被总统尤利塞斯·S·格兰特任命为美国财政部长。在任期间，鲍特韦尔对财政部进行了改革，如借助海关提高簿记质量、将美国铸币局纳入财政部、削减国债规模等。1869年，美国金融市场遭遇黑色星期五，鲍特韦尔将国库黄金投入市场，使黄金投机商的投机行为破灭。
1873年，来自马萨诸塞州的美国参议院议员亨利·威尔逊当选美国副总统，鲍特韦尔接替其位。在参议院，鲍特韦尔担任了法律修订委员会主席。1877年离开国会后，鲍特韦尔被总统拉瑟福德·B·海斯任命为负责《美国修订成文法》编订的专员。
1884年，总统切斯特·A·阿瑟邀请鲍特韦尔再次出任财政部长但遭到拒绝。
鲍特韦尔强烈反对美国侵占菲律宾，并担任了美国反帝国主义联盟主席。
1905年，鲍特韦尔在马萨诸塞州格罗顿逝世。